# Wolfgang Joop
Wolfgang Joop (ejtsd: [ˈvɔlfɡaŋ joːp]; Potsdam, 1944. november 18. –) Bambi-díjas német divattervező és ékszerész. A JOOP! luxusdivat- és kozmetikai márka, valamint a Wunderkind haute couture divatcég alapítója. Tervezett női és férfi konfekcióruházatot, cipőket, szemüvegeket, valamint ékszereket is. A JOOP! márkanevet saját vezetéknevéből alkotta, amelyet energiát jelképező felkiáltójellel egészített ki.

## Élete
Potsdamban született Gerhard Joop szerkesztő és író, valamint felesége, Charlotte gyermekeként. 1954-ig nagyszülei bornstedti birtokon nevelkedett, majd családja Braunschweigbe költözött, ahol édesapja a Westermanns Monatshefte kulturális magazin főszerkesztőjeként dolgozott. Az NDK időszakában Joop anyai nagynénje, Ulla Ebert maradt a bornstedti birtokon, melyet a család nyugati támogatásból tartott fenn. A német egyesítés után Joop szülei visszaköltöztek Potsdam-Bornstedtbe.
1964-ben érettségizett a braunschweigi Wilhelm-Gymnasium egyetemi előkészítő iskolában, majd 1966-tól reklámpszichológiai tanulmányokat kezdett a Braunschweigi Műszaki Egyetemen, de nem fejezte be. Ezután restaurátorként dolgozott, majd 1968-ban művészetpedagógiát tanult, de azt is félbehagyta.

## Magánélete
Nyíltan biszexuálisnak vallja magát. 1970 és 1985 között Karin Benatzky divattervezőnő volt a felesége, házasságukból két lányuk született. A válás után élettársi kapcsolatban élt Edwin Lemberggel, akivel 2013-ban bejegyzett élettársi kapcsolatot kötöttek.

## Képgaléria
- Wolfgang Joop
- Wolfgang Joop
- Wolfgang Joop